# Södra Anundsjöån
Der Södra Anundsjöån ist der südlichste der drei Quellflüsse des Moälven und hat bei einer Länge von 60 Kilometern ein Einzugsgebiet von 535 Quadratkilometern. Er entspringt dem Norra Bergsjön an der Grenze zur Gemeinde Sollefteå. Von dort fließt er als Bergsjöån in südöstlicher Richtung durch den Myckelgensjösjön, wo der aus dem Hällvattnet kommende Hällån mündet. Ab dort heißt er Södra Anundsjöån, nach dem Skalmsjösjön für einen kurzen Abschnitt Skalmsjöån und nach wenigen Kilometern wieder Södra Anunsjöån. Vor Sörflärke liegt der Lillselforsen (eine Stromschnelle), danach fließt der Fluss durch den Ödsbysjön und den Gensjösjön, bevor er sich in Bredbyn mit dem Norra Anundsjöån zum Moälven vereinigt. In Bredbyn steht die Anundsjö kyrka von 1437 mit einem Glockenstapel von 1759. Im Myckelgensjösjön fließt der Moälven am Gammelgården vorbei, einem alten Bauernhof, der erstmals 1545 urkundlich erwähnt wurde und dessen Aussehen seit ungefähr 1860 unverändert ist.

## Einzelnachweise

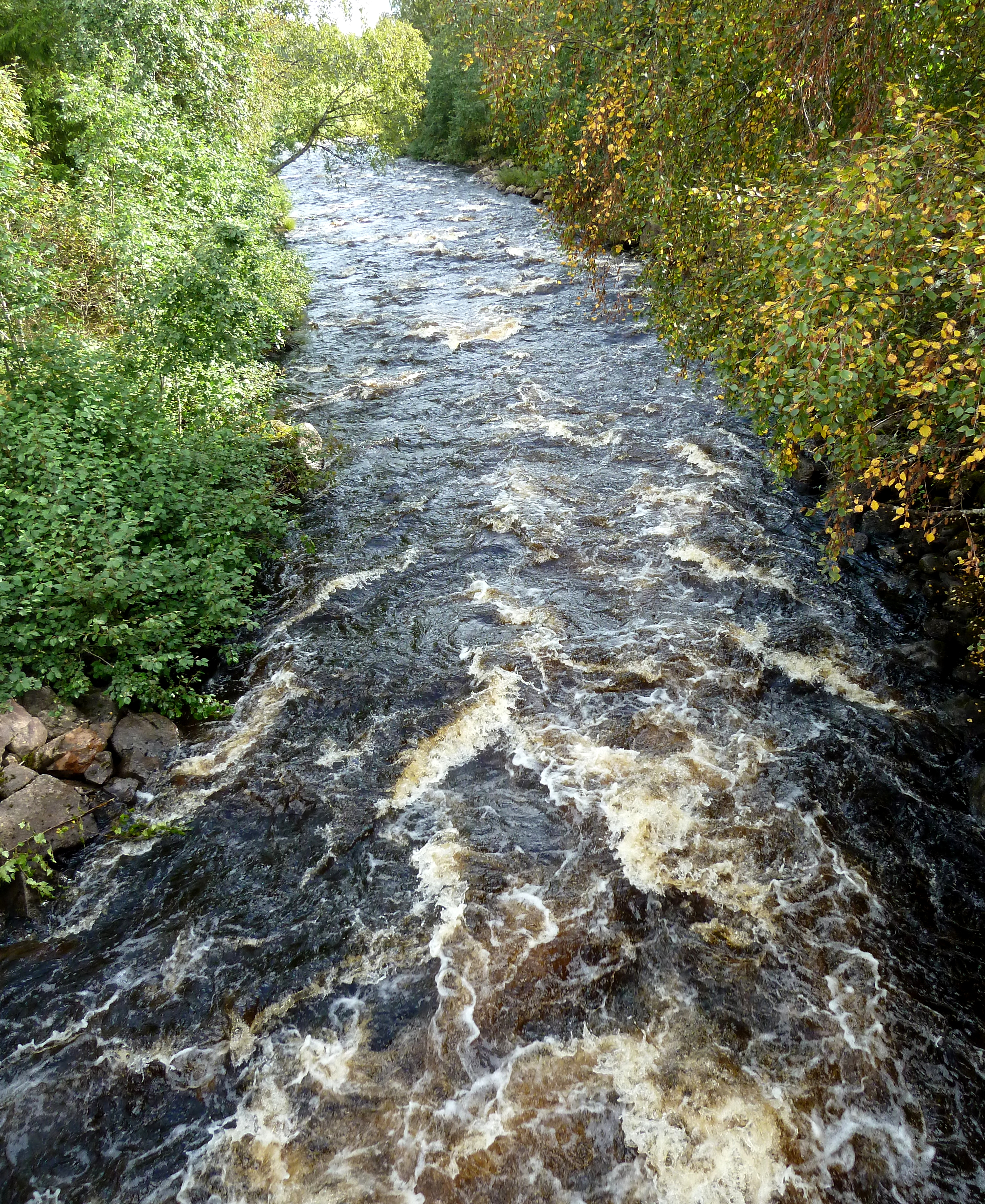
Stromschnellen im Södra Anundsjöån